# Polární zesílení

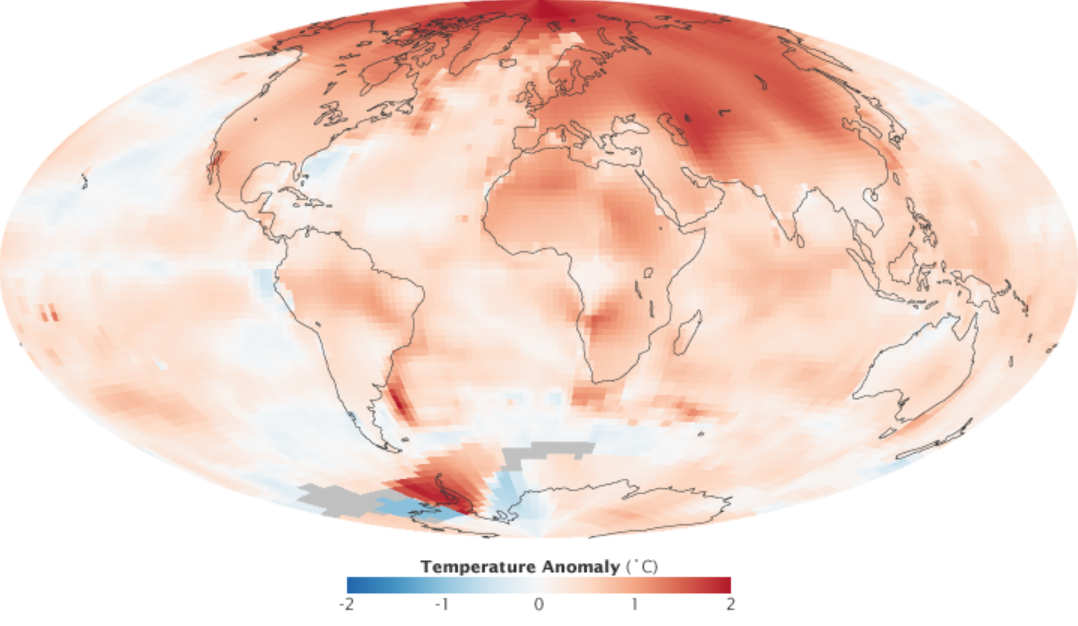
Vývoj teploty na zemi dle NASA GISS, ukazující polární amplifikaci.

Polární zesílení (též polární amplifikace) je jev, kdy jakákoli změna v čisté radiační bilanci (například zesílení skleníkového efektu) má tendenci vyvolat větší změnu teploty v blízkosti pólů v porovnání s celoplanetárním průměrem. Běžně se kvantifikuje jako poměr polárního a tropického oteplování. Na planetě s atmosférou, která dokáže omezit vyzařování dlouhovlnného záření do vesmíru (skleníkový efekt), budou povrchové teploty vyšší, než by předpokládal jednoduchý výpočet planetární teplotní rovnováhy. Tam, kde jsou atmosféra nebo rozsáhlé oceány schopny přenášet teplo směrem k pólům, budou póly teplejší a rovníkové oblasti chladnější, než by předpovídala jejich místní čistá radiační bilance. Pokud je globální průměrná teplota nižší, póly se ochladí nejvíce ve srovnání s referenčním klimatem; naopak póly se nejvíce oteplí, když je globální průměrná teplota vyšší.
V extrémním případě se předpokládá, že na planetě Venuši došlo za dobu její existence k velmi výraznému nárůstu skleníkového efektu, a to natolik, že se její póly oteplily natolik, že je její povrchová teplota fakticky izotermická (bez rozdílu mezi póly a rovníkem). Na Zemi vodní pára a stopové plyny zajišťují menší skleníkový efekt a atmosféra a rozsáhlé oceány zajišťují účinný přenos tepla směrem k pólům. Jak změny paleoklimatu, tak nedávné změny globálního oteplování vykazují silné polární zesílení.
Výrazem Arktické zesílení se označuje polární zesílení u severního pólu Země; antarktické zesílení označuje zesílení u jižního pólu.

## Historie
Studii založenou na pozorování týkající se zesílení arktických teplot publikoval v roce 1969 Michail Budyko; závěr své studie shrnul takto: „Úbytek mořského ledu ovlivňuje teploty Arktidy prostřednictvím zpětné vazby na povrchové albedo.“ V témže roce publikoval podobný model William D. Sellers. Obě studie vzbudily značnou pozornost, protože naznačily možnost vzniku pozitivní zpětné vazby v globálním klimatickém systému. V roce 1975 Manabe a Wetherald publikovali první do jisté míry věrohodný model všeobecné cirkulace, který se zabýval účinky nárůstu skleníkových plynů. Ačkoli se omezoval na méně než třetinu zeměkoule, s „bažinatým“ oceánem a pouze pevninským povrchem ve vysokých zeměpisných šířkách, ukázal rychlejší oteplování Arktidy než tropů (stejně jako všechny následující modely).

## Zesílení

### Zesilovací mechanismy
Zpětné vazby spojené s mořským ledem a sněhovou pokrývkou jsou uváděny jako jedna z hlavních příčin nedávného polárního zesílení na Zemi. Tyto zpětné vazby jsou zvláště výrazné pro lokální polární zesílení, ačkoli nedávné práce ukázaly, že zpětná vazba rychlosti lapse pro arktické zesílení je pravděpodobně stejně důležitá jako zpětná vazba led-led. Na podporu této myšlenky je velkoplošné zesílení pozorováno i v modelových světech bez ledu a sněhu a zdá se, že vzniká jak z (pravděpodobně přechodného) zesílení transportu tepla směrem k pólům, tak přímo ze změn v místní čisté radiační bilanci. Místní radiační bilance je klíčová, protože celkový pokles vycházejícího dlouhovlnného záření způsobí větší relativní nárůst čistého záření v blízkosti pólů než v blízkosti rovníku. Proto lze mezi zpětnou vazbou rychlosti lapse a změnami místní radiační bilance připsat velkou část polárního zesílení změnám vycházejícího dlouhovlnného záření. To platí zejména pro Arktidu, zatímco vyvýšený terén v Antarktidě omezuje vliv zpětné vazby rychlosti lapse.
Mezi příklady zpětných vazeb klimatického systému, o nichž se předpokládá, že přispívají k nedávnému polárnímu zesílení, patří snížení sněhové pokrývky a mořského ledu, změny v atmosférické a oceánské cirkulaci, přítomnost antropogenních sazí v arktickém prostředí a zvýšení oblačnosti a vodní páry. Zesílení polárního vlivu se připisuje také působení CO2. Většina studií spojuje změny mořského ledu s polárním zesílením. Rozsah i tloušťka ledu ovlivňují polární zesílení. Klimatické modely s menším základním rozsahem mořského ledu a tenčí vrstvou mořského ledu vykazují silnější polární zesílení. Některé modely moderního klimatu vykazují arktické zesílení bez změn sněhové a ledové pokrývky.
Jednotlivé procesy, které přispívají k polárnímu oteplování, mají zásadní význam pro pochopení citlivosti klimatu. Polární oteplování také ovlivňuje mnoho ekosystémů, včetně mořských a suchozemských ekosystémů, klimatických systémů a lidských populací. Tyto dopady polárního zesílení vedly k pokračování výzkumu v rámci sledování globálnímu oteplování.

### Cirkulace oceánu
Odhaduje se, že 70 % globální větrné energie se přenáší do oceánu a odehrává se v rámci tzv. Západního příhonu. Nakonec se vlivem větrného proudění přenáší studené antarktické vody přes atlantický povrchový proud a zároveň se ohřívají nad rovníkem a dostávají se do arktického prostředí. To je patrné zejména ve vysokých zeměpisných šířkách. Oteplování v Arktidě tedy závisí na účinnosti globálního oceánského transportu a hraje roli v tzv. polárním pilovém efektu.
Snížení obsahu kyslíku a nízké pH během období La Niña jsou procesy, které korelují se sníženou primární produkcí a výraznějším prouděním oceánských proudů směrem k pólům. bylo navrženo, že mechanismus zvýšených anomálií teploty vzduchu při povrchu Arktidy během období La Niña v rámci ENSO lze přičíst mechanismu tropicky vzrušeného oteplování Arktidy (TEAM), kdy se Rossbyho vlny šíří více k pólům, což vede k dynamice vln a zvýšení infračerveného záření směrem dolů.

### Zesilovací faktor
Polární zesílení se kvantifikuje pomocí faktoru polárního zesílení, který je obecně definován jako poměr určité změny polární teploty k odpovídající změně širší průměrné teploty:
{\displaystyle {PAF}={\Delta {T}_{p} \over \Delta {\overline {T}}}}  ,
kde {\displaystyle \Delta {T}_{p}} je změna polární teploty a {\displaystyle \Delta {\overline {T}}}   je například odpovídající změna globální průměrné teploty.
Běžné implementace definují teplotní změny přímo jako anomálie v teplotě přízemního vzduchu vzhledem k nedávnému referenčnímu intervalu (obvykle 30 let). Jiné používají poměr variací teploty přízemního vzduchu za delší interval.

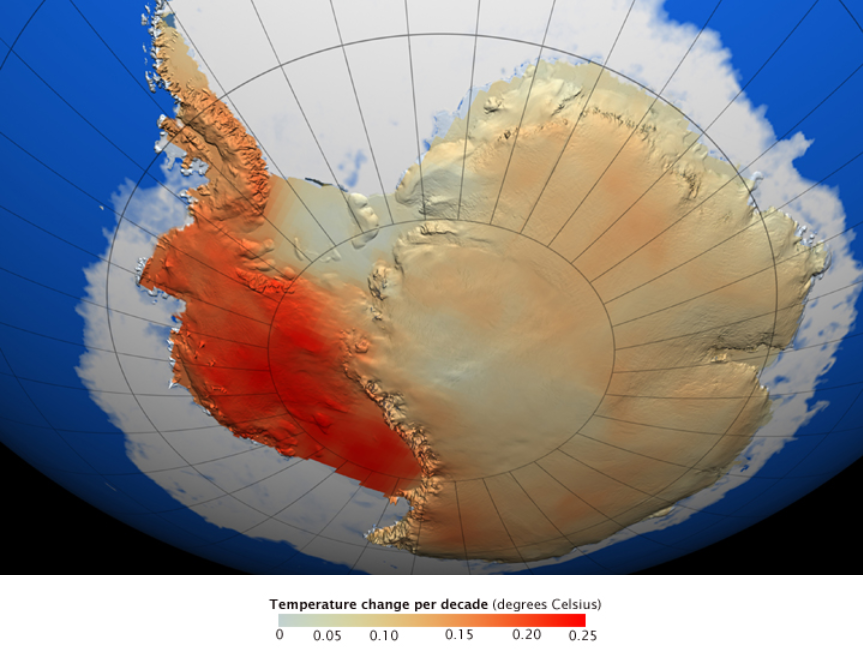
Teplotní trendy v západní Antarktidě (vlevo) výrazně převyšují globální průměr; ve východní Antarktidě je toto oteplení výrazně menší.

### Fáze zesílení
Je pozorováno, že oteplování v Arktidě a Antarktidě běžně probíhá mimo fázi v důsledku orbitálního působení, což vede k tzv. efektu polární houpačky.

## Paleoklimatické polární zesílení
Ledové/meziledové cykly pleistocénu poskytují rozsáhlé paleoklimatické důkazy o polárním zesílení, a to jak z Arktidy, tak z Antarktidy. Zejména nárůst teplot od posledního ledovcového maxima před 20 000 lety poskytuje jasný obraz. Proxy teplotní záznamy z Arktidy (Grónsko) a z Antarktidy ukazují na faktory polárního zesílení v řádu 2,0.

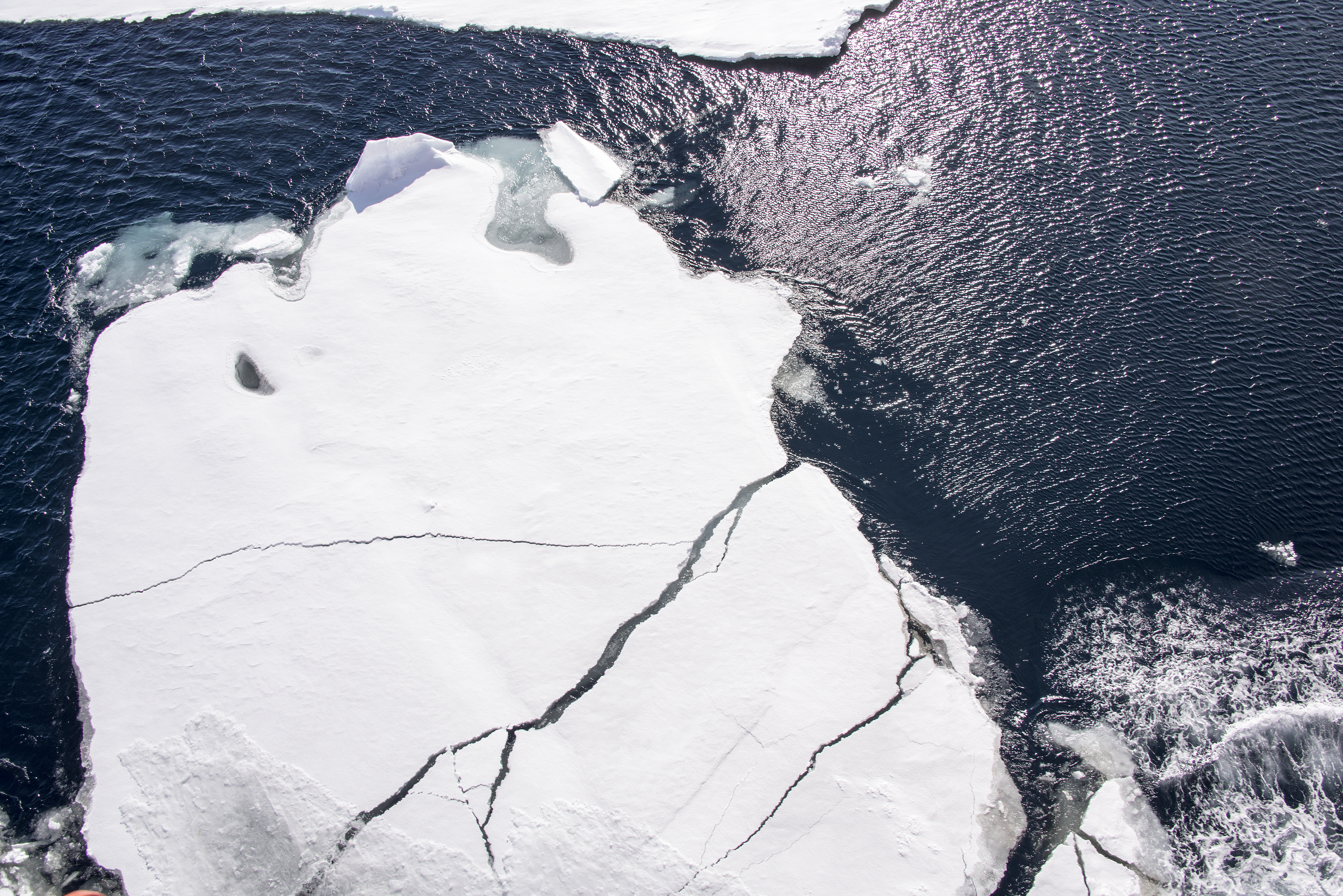
Tmavý povrch oceánu odráží pouze 6 % dopadajícího slunečního záření, zatímco mořský led odráží 50 až 70 %.

## Současné polární zesílení
Mezi předpokládané mechanismy, které vedou k pozorovanému zesílení arktické teploty, patří úbytek arktického mořského ledu (otevřená voda odráží méně slunečního záření než mořský led), atmosférický přenos tepla z rovníku do Arktidy a zpětná vazba teplotního gradientu.
Jennifer Francisová řekla v roce 2017 časopisu Scientific American: „Mnohem více vodní páry je přenášeno na sever velkými výkyvy tryskového proudění. To je důležité, protože vodní pára je skleníkový plyn stejně jako oxid uhličitý a metan. Zachycuje teplo v atmosféře. Tato pára také kondenzuje ve formě kapiček, které známe jako mraky, které samy o sobě zadržují více tepla. Výpar je velkou součástí příběhu o zesílení – velkým důvodem, proč se Arktida otepluje rychleji než kdekoli jinde.“
Některé studie spojují rychlé oteplování Arktidy, a tedy mizející kryosféru, s extrémním počasím ve středních zeměpisných šířkách Jiné studie souvislost mezi úbytkem mořského ledu a extrémy ve středních zeměpisných šířkách nepotvrzují, zejména jedna hypotéza spojuje polární zesílení s extrémním počasím prostřednictvím změny polárního tryskového proudění. Studie z roku 2013 však upozornila, že zejména extrémní jevy spojené s úbytkem mořského ledu a sněhové pokrývky zatím nebyly pozorovány dostatečně dlouho, aby bylo možné odlišit přirozenou proměnlivost klimatu od dopadů souvisejících s probíhající změnou klimatu. Nadále přetrvává polemika ohledně vztahu mezi polárním zesílením s ohledem na úbytek mořského ledu a extrémy v zeměpisných šířkách.
Studie publikované v letech 2017 a 2018 identifikovaly, že zastavení Rossbyho vln v tryskovém proudění na severní polokouli, způsobilo téměř stacionární extrémní meteorologické jevy, jako byla evropská vlna veder v roce 2018, evropská vlna veder v roce 2003, ruská vlna veder v roce 2010, pákistánské záplavy v roce 2010 – tyto jevy byly spojeny s globálním oteplováním a s rychlým ohřevem Arktidy.
Podle studie z roku 2009 je atlantická multi-dekadální oscilace (AMO) vysoce korelována se změnami teplot v Arktidě, což naznačuje, že termohalinní cirkulace Atlantského oceánu je spojena s teplotní variabilitou v Arktidě v několikadenním časovém měřítku. Studie z roku 2014 dospěla k závěru, že arktické zesílení v posledních desetiletích výrazně snížilo teplotní variabilitu chladného období na severní polokouli. Studený arktický vzduch dnes na podzim a v zimě rychleji proniká do teplejších nižších zeměpisných šířek, přičemž tento trend by měl podle prognóz pokračovat i v budoucnu s výjimkou léta, což vyvolává otázku, zda zimy nepřinesou více chladných extrémů. Podle studie z roku 2015 založené na počítačovém modelování aerosolů v atmosféře je až 0,5 stupně Celsia z oteplení pozorovaného v Arktidě mezi lety 1980 a 2005 způsobeno snížením množství aerosolů v Evropě.